# دکستر فیلکینس
دکستر فیلکینس (به انگلیسی: Dexter Filkins) (زادهٔ ۱۹۶۱ میلادی) یک ژورنالیست آمریکایی است که به سبب پوشش اخبار پیرامون جنگ عراق و جنگ افغانستان در نیویورک تایمز شهرت یافته است. او در سال ۲۰۰۹ برندهٔ جایزه پولیتزر شد، و از فینالیست‌های این جایزه در سال ۲۰۰۲ بود. او هم‌اکنون برای نیویورکر مقاله می‌نویسد.